# 田辺麗圭
田辺 麗圭（たなべ りか ）は、日本のお笑い芸人、ものまねタレント、女優 、読者モデル 、YouTuberである。本名、芸名は田辺麗圭。愛称はりかっち。

## 来歴
父が日本人、母が台湾人のハーフ。東京都杉並区高円寺出身。東京立正高等学校特進科卒業、美容専門学校エビスビューティカレッジ卒業（2010年）。美容師免許取得。
美容師の他、BIA・ABCアシスタント・ブライダル・コーディネーター、日本エステティック協会フェイシャルエステティシャン、JMAメイクアップ技術検定3級、JNAネイリスト技能検定3級、色彩技能パーソナルカラー検定3級の各資格を持っている。剣道弐段。
2000年8月8日、小学5年生の時にクラスメイトとお笑いコンビ「便所隊」を結成。面白い小学生として『月刊少年マガジン』の実写版4コマ漫画に登場する。
表参道にある美容室に就職後、街中スカウトで EDGE STYLEの読者モデルとなり本格的に芸能活動を開始する。
2012年3月、ムッシュかまやつのものまねをしてそっくり館キサラにスカウトされる。
2013年7月14日、株式会社オフィスKに所属。前田敦子のそっくりさんとしてものまね芸人になる。13年活動していた便所隊は解散した。
2013年11月21日、TBSテレビ『今、この顔がスゴい!』で初のテレビ出演。番組企画「ものまねメイクオーディション」にて、AKB48前田敦子のものまねメイクで優勝する。その後、フジテレビ『爆笑そっくりものまね紅白歌合戦スペシャル』に、ものまねAKB48の前田敦子のそっくりさんとして出演。
2013年『ドラゴンボールGT』のパンやビーデルの声優である皆口裕子のものまねをやりはじめる。
2014年6月29日ニコニコ生放送
美少女芸人☾超セーラー会議を開設。
初回放送は6月30日美少女戦士セーラームーンの主人公月野うさぎの誕生日と美少女戦士セーラームーンCrystalの公開日であり、アニメ放送記念に合わせ各週でアニメ放送前にセーラームーンの見所について解説を1人で配信していた。その後、美少女芸人を集めてセーラームーン芸人として活動開始。
2014年7月22日ものまねトリオ「モンスター☆ニート」を結成。Kis-My-Ft2やSEKAI NO OWARIのものまねでフジテレビ『爆笑そっくりものまね紅白歌合戦スペシャル』にレギュラー出演が決まる。モンスター☆ニートはものまねジャニーズ軍団の走りとなったトリオでもある。
ピンやトリオの活動と同時にその他でも活動の幅を広げ、主にAKB48のものまねユニット「DREAM48」（ものまねAKB）として2015年7月から2019年4月のユニット解散まではそっくり館キサラに出演。全国各地のショッピングモールなどのお祭りや競輪場、競馬場、競艇場などのイベントでものまねショーをしていた。
AKB48グループ感謝祭〜ランクインコンサート・ランク外コンサート〜にて前田敦子の偽物として出演した事がある。
2018年12月14日、株式会社オフィスKを退社。「モンスター☆ニート」をKis-My-Ft2のものまねユニットとして「キスマイチョット2」に改名
2019年4月26日に開催された「DB芸人セカンドバーサスライブ」から毎月大宮ラクーンよしもと劇場に出演している。R藤本率いる「DB芸人」にパンとして正式に加わった。
2019年6月から、DB芸人のレギュラー番組『まろに☆え〜るTV-GT』運動会編から登場。
2022年5月20日Huluオリジナルドラマ「あなたに聴かせたい歌があるんだ」#6 ヤギキヨーコ役として初のドラマ出演。前田敦子のものまね芸人として前田敦子本人と初共演をした。。

## 人物
- 美容師の他、BIA・ABCアシスタント・ブライダル・コーディネーター、日本エステティック協会フェイシャルエステティシャン、JMAメイクアップ技術検定3級、JNAネイリスト技能検定3級、色彩技能パーソナルカラー検定3級の各資格を持っている。剣道弐段[注 1]。

- 小学生の頃からお笑い芸人になることが夢であった[6]。『笑う犬の冒険』を観てネプチューン堀内健に憧れ2000年8月8日、小学5年生の時にクラスメイトとお笑いコンビ「便所隊」を結成[5]。

- 学芸会で『リボンの騎士』の舞台を上演することになったが、主人公サファイアの男女両方の役を一人二役こなした。

- 特技は剣道（二段）、救命救急[注 1]。
- 『美少女戦士セーラームーン』が好きで、セーラームーンファンクラブにも入っている[18]。
- 実写ドラマ版『美少女戦士セーラームーン』の月野うさぎ役沢井美優と愛野美奈子役小松彩夏に憧れて芸能界に入り、交流がある。

## 交流関係
歴代コンビ名・相方・芸風
- 便所隊（インディーズ時代フリー2000年8月 - 2013年7月解散）
  - 隊長リリ便所

『笑う犬の冒険』を観てネプチューン堀内健に憧れ2000年8月8日、小学5年生の時にクラスメイトとお笑いコンビ「便所隊」を結成。
コンビ名の由来は連れション仲間だったから。
出身地をママのマンホールとしお互いを便さんと便さんと呼び合うキャラクターを徹底とし
エアーバンドやダンスを主に取り入れた替え歌の芸風で面白い小学生として『月刊少年マガジン』の実写版4コマ漫画に登場する。
相方リリ便所の結婚により解散。
- モンスター☆ニート（オフィスK事務所所属2014年7月 - 2019年トリオ解散後はユニットとして活動）
  - 永田佑輝・伊藤忠義

モンスター☆ニートは、永田佑輝（ながたゆうき）、伊藤忠義（いとうただよし）、田辺麗圭（たなべりか）の男性2人女性1人のお笑い芸人トリオ・ものまね・コントグループである。
2014年7月22日オフィスK事務所にて結成。
Kis-My-Ft2やSEKAI NO OWARIのものまねでフジテレビ『爆笑そっくりものまね紅白歌合戦スペシャル』にレギュラー出演が決まる。
モンスター☆ニートはものまねジャニーズ軍団の走りとなったトリオでもある。2018年12月14日解散と共に所属事務所を退所した。
現在はキスマイチョット2と名前を変え5人ユニットで活動中。
現在のメンバーと事務所
・田辺麗圭フリー
・さかともGフリー
・伊藤忠義はオフィス南
・永田祐輝オフィス南
・山脇セブンティーンワタナベエンターテインメント。
- 2019年9月13日ジャガーズ☆アイドルライブに

藤ヶ谷太輔 (Kis-My-Ft2)ものまねで出演。
ものまねユニット活動・メンバー
- DREAM48（ものまねAKB48）として2015年7月から2019年4月まで活動現在はユニット解散。
  - 柘植みさき・宮妃彩

フジテレビ爆笑そっくりものまね紅白歌合戦スペシャルの出演者であるものまねAKB48のメンバーで構成されている。
メンバーには前田敦子のそっくりさん田辺麗圭、大島優子のそっくりさん柘植みさき、篠田麻里子のそっくりさん宮妃彩のそっくりさんがいる。
主な活動はそっくり館キサラに出演。全国各地のショッピングモールなどのお祭りや競輪場、競馬場、競艇場などのイベントでものまねショーをしていた。
2018年にはAKB48グループ感謝祭〜ランクインコンサート・ランク外コンサート〜に出演。
2019年4月そっくり館キサラでユニットは卒業した。
- セーラームーン芸人
  - 田辺麗圭・本日は晴天なり・畑めぐみ・たけうち亜美・CODY

- 女芸人八幡カオル率いる、ものまねAKB48ユニット「ニセAKBチームG」の二期生メンバー[20]。チームG一期生メンバーの推薦により特待生として二期生に加入した[注 2]。

- DB芸人

2019年4月26日DB芸人セカンドバーサスライブ@大宮ラクーンよしもと劇場でDB芸人パンとして加入。
- 小池百合子軍団
  - サンデー・ジャポン（TBS）では、八幡カオル、みかん、みよこ、本日は晴天なり、あぁ〜しらきと共に「小池百合子軍団」として出演したことがある[21][22]。（以下、公式プロフィールより[注 1]。）

## エピソード
- 本家ジャニーズA.B.C-Zの冠番組ABChanZooのジャニマネレストランのコーナーにKis-My-Ft2「藤ヶ谷太輔」のものまねで出演した際、メイクをした肌が黒すぎたことで大炎上によりTwitterのアカウントが2日間開かなくなる。ジャニーズ雑誌『Myojo』にも載ったことがある。
- AKB48グループ感謝祭〜ランクインコンサート・ランク外コンサート〜にて前田敦子の偽物DREAM48（ものまねAKB）として出演した事がある[23]。
- ものまねの活動をする前は読者スナップモデルとしてギャル雑誌EDGE STYLE（エッジスタイル）にも出ていた経験があり[24]。ファッションサイトアパレルブランドのモデルも務めている。
- ドラゴンボールのキャラクターのパンになりきり「何よ！これー！」から始まるディスリから褒める食レポは独特のスタイルである[25]。
- 当初は『ドラゴンボールGT』における10歳のパンのみに扮していたが、パンがメインキャラとして登場した『ドラゴンボール超 スーパーヒーロー』公開後は同作における3歳のパンにも扮するようになっている。
- 『まろに☆え〜るTV』内で2回行われたDB芸人学力テストでは（ボケ一切無しのルールで）2回とも最下位を記録。「おバカの世界チャンピオン」の不名誉な称号を得る[26]。

## ものまねレパートリー
物真似では前田敦子の他、Kis-My-Ft2の藤ヶ谷太輔の物真似で「ものまねジャニーズ軍団」のキスマイ軍団「キスマイチョット2」のメンバーとしても活動している。この他、声優・皆口裕子 が声を担当するキャラクター（『ドラゴンボール』のビーデル（グレートサイヤマン2号）、パン、『美少女戦士セーラームーン』のセーラーサターン（土萠ほたる）、『YAWARA!』の猪熊柔）や『うる星やつら』のラムちゃんとテンちゃん等がレパートリーにある。
| 有名人 - 前田敦子 - 藤ヶ谷太輔 - 光浦靖子 - 鈴木奈々 - 丸山桂里奈 - 沢尻エリカ - 酒井法子 - IMALU - 畑中葉子 - 芦川よしみ - 皆口裕子 - 芹那 - 嗣永桃子 - ブルゾンちえみ - 日本エレキテル連合 他 | アニメ - ドラゴンボール - ONE PIECE - 美少女戦士セーラームーン - YAWARA! - うる星やつら - 魔法の天使クリィミーマミ - クレヨンしんちゃん - とっとこハム太郎 - トゥイティー |

## 出演

### テレビ
- 今、この顔がスゴい!（TBS、2013年11月21日）ものまねメイクオーディションAKB48前田敦子のものまねメイクで優勝
- 爆笑そっくりものまね紅白歌合戦スペシャル（フジテレビ）
  - 爆笑そっくりものまね紅白歌合戦スペシャル（2014年4月13日）ものまねAKB48として初出演、2018年まで本編レギュラーものまねジャニーズ軍団として出演
  - 爆笑そっくりものまね紅白歌合戦スペシャル ～最強！春の新ネタ祭り～（2014年4月13日）ものまねAKB48
  - カスペ！～爆笑そっくりものまね紅白歌合戦スペシャル～（2014年11月4日）本編出場ものまねAKB48/そっくりさんコーナーモンスター☆ニートトリオでKis-My-Ft2のそっくりさんとして出演
  - 爆笑そっくりものまね紅白歌合戦スペシャル（2015年5月8日）モンスター☆ニートで本編出場SEKAINOOWARI
  - 金曜プレミアム～爆笑そっくりものまね紅白歌合戦スペシャル～（2016年5月6日）ショートコーナーものまねキスマイ軍団出演
  - 爆笑そっくりものまね紅白歌合戦スペシャル（2016年9月2日）本編出場ものまねジャニーズ軍団出演
  - 爆笑そっくりものまね紅白歌合戦スペシャル 〜正月スペシャル〜（2017年1月6日）本編出場ものまねジャニーズ軍団出演
  - 爆笑そっくりものまね紅白歌合戦スペシャル（2017年6月2日）本編出場ものまねジャニーズ軍団出演
  - 爆笑そっくりものまね紅白歌合戦スペシャル（2018年5月11日）本編出場ものまねジャニーズ軍団出演
- サンバリュコノ指トマレ（日本テレビ、2015年4月19日）
- ものまねグランプリ（日本テレビ、2016年4月5日）
- 水曜日のダウンタウン（TBS、2016年4月20日）
- お願い!ランキング2部（テレビ朝日、2016年5月25日、2016年8月10日）
- サンデー・ジャポン（TBS、2016年10月16日・10月23日）
- ABChanZoo（TV東京、2016年8月6日）祝！開店！ジャニーズモノマネレストラン2週連続SP 後編「キスマイチョット2」で出演
- ものまね王座決定戦（フジテレビ、2016年11月25日）
- PON!（日本テレビ、2017年5月4日）「なりきりジャニーズNo.1決定戦」の企画で「キスマイチョット2」で出演
- 有吉弘行のダレトク!?（フジテレビ、2017年6月20日）
- マツコ&有吉 かりそめ天国（テレビ朝日、2017年10月26日）
- そっくりツイートGP 似すぎてジワる（TBS、2019年3月25日）
- めざましテレビ（フジテレビ、2019年3月28日）イノ調平成でもっともモノマネされた芸能人は誰だ
- 有田P おもてなす（NHK、2019年6月15日・6月20日）
- シリタカ!（KBCテレビ、2020年7月21日）
- まろに☆え〜るTV（とちぎテレビ）
  - まろに☆え〜るTV-GT特別編 DB芸人ボウリング大会編（2019年8月25日）
  - まろに☆え〜るTV-GT特別編 DB芸人学力テスト（2019年12月31日）
  - まろに☆え〜るTV-超（複数回出演）ベストセレクション回で『まろに☆え〜るTV-GT』の物も放送されている。内容はネット配信の覧を参照。

### 舞台
- DB芸人

R藤本主催『真・劇団アニメ座DB ～DB芸人絶滅計画～』にて主人公孫悟空の孫であるパン役で出演
2020年2月13日から2月16日、4日間全6公演
新宿紀伊國屋ホールにて全6回公演・全2400席完売を記録。回ごとに変わるアフタートークゲストに中原麻衣、高橋美佳子、東村アキコ、まろに☆えーる、山里亮太、東海オンエア、堀川りょうも出演した。

### ネット配信
- キスマイタイムトンネル#2（dTV出演）Kis-My-Ft2藤ヶ谷太輔のおへそはどれだクイズに藤ヶ谷太輔のものまね芸人として出演

- Huluオリジナルドラマ成田凌出演「あなたに聴かせたい歌があるんだ」前田敦子主役放送回　#6話

ヤギキヨーコ役で出演
- お願い!ランキング1部（ABEMA、2016年5月25日）

女ものまね芸人No.1優勝
- まろに☆え〜るTV
  - まろに☆え〜るTV-GT（とちぎテレビ制作/YouTube、2019年6月24日初出演）
    - DB芸人運動会編（2019年6月24日 - 8月2日）第16回 - 第27回
    - DB芸人DBクイズ対決編（2019年8月5日 - 8月9日）第28回 - 第29回
    - DB芸人女子旅編（2019年8月12日 - 8月26日）第30回 - 第34回
    - DB芸人ボウリング大会編（2019年9月2日 - 9月13日）第35回 - 第38回
    - DB芸人パンにお任せ！ナッパの恐怖再び…栃木シティフットボールクラブ編（2019年11月18日 - 11月25日）第54回 - 第56回
    - DB芸人パンにお任せ！ナッパの恐怖再び…どまんなかたぬま編（2019年11月29日）第57回
    - DB芸人パンにお任せ！ナッパの恐怖再び…赤見温泉フィッシングパーク編（2019年12月2日）第58回
    - DB芸人パンにお任せ！ナッパの恐怖再び…ボクシング編（2019年12月6日 - 12月9日）第59回 - 第60回
    - DB芸人パンにお任せ！ナッパの恐怖再び…あしかがフラワーパーク編（2019年12月13日）第61回
    - DB芸人大忘年会（2019年12月20日 - 12月30日）第62回 - 第65回
    - DB芸人学力テスト（2020年1月6日 - 2020年1月24日）第66回 - 第71回

  - まろに☆え〜るTV-超（とちぎテレビ制作/YouTube、複数回出演）
  - まろに☆え〜るTV-改（とちぎテレビ制作/GYAO!、2020年10月13日 - 12月29日）
- 美少女芸人 超セーラー会議（ニコニコ生放送、2014年 - 2015年）
- R藤本の水曜はじけてまざれ!（ニコニコ生放送、2019年3月27日初出演）
- アイデンティティ田島・見浦チャンネル（YouTube、複数回出演）
- ClaresCookingTV （クレアズクッキング）（YouTube、2020年5月27日初出演）
- りかっちの何よこれー！ちゃんねる（YouTube)
- 美少女芸人セーラーチューブ（YouTube、2021年6月30日初出演）

### PV
- ギルド『LOVEマシーン』
- DB音頭

### 掲載雑誌
- EDGE STYLE読者モデル[24]
- 週刊ザテレビジョン関西版 2016年 11/25号
- TVガイド関東版 2016年11/25号
- 月刊AKB48グループ新聞 2017年10月号
- 月刊TVガイド関東版 2018年6月号
- Myojo 2019年1月号

### モデル
- EDGE STYLE読者モデル[24]
- ファッション通販SHOPLISTスチールモデル[34]
- ZOZOTOWNスチールモデル[35]